# Kryptopterus geminus
Kryptopterus geminus es una especie de peces de la familia Siluridae en el orden de los Siluriformes.

## Morfología
• Los machos pueden llegar alcanzar los 17,1 cm de longitud total.

## Distribución geográfica
Se encuentra en los ríos Mekong y Chao Phraya.